# Mística y rebelde
Mística y rebelde (título original: Spitfire) es una película dramática estadounidense de 1934 basada en la obra de teatro Trigger de Lula Vollmer. Dirigida por John Cromwell, la protagonizan Katharine Hepburn, Robert Young y Ralph Bellamy.

## Sinopsis
Trigger Hicks, una joven campesina de fuertes creencias religiosas, ve cómo sus vecinos empiezan a confundir fe y brujería. En tal situación sólo podrá contar con la ayuda de un joven ingeniero que se encuentra en la zona para construir una nueva presa.

## Reparto
- Katharine Hepburn como Trigger Hicks
- Robert Young como John Stafford
- Ralph Bellamy como George Fleetwood
- Martha Sleeper como Eleanor Stafford
- Louis Mason como Bill Grayson
- Sara Haden como Etta Dawson
- Virginia Howell como Granny Raines
- Sidney Toler como Jim Sawyer
- Will Geer como West Fry
- John Beck como Jake Hawkins
- Therese Wittler como Mrs. Jim Sawyer

## Acogida
La película fue popular y (después de que los circuitos de exhibición hubieran deducido su porcentaje por las entradas vendidas) obtuvo una ganancia de $ 113,000.